# Джан Къдзиен
Джан Къдзиен (на китайски: 张克俭, на пинин: Zhāng Kèjiǎn) е китайски политик и физик.
Роден е през юли 1961 година в Куншан, провинция Дзянсу. Завършва физика във военно техническо училище и от 1982 година работи в Китайската академия по инженерна физика, където през 2007 година достига до поста партиен секретар. През 2015 година става заместник-директор на Държавното управление за отбранителна техника, наука и промишленост, а от 2018 година е заместник-министър на промишлеността и информационните технологии и директор на Националното космическо управление.